# Pizza

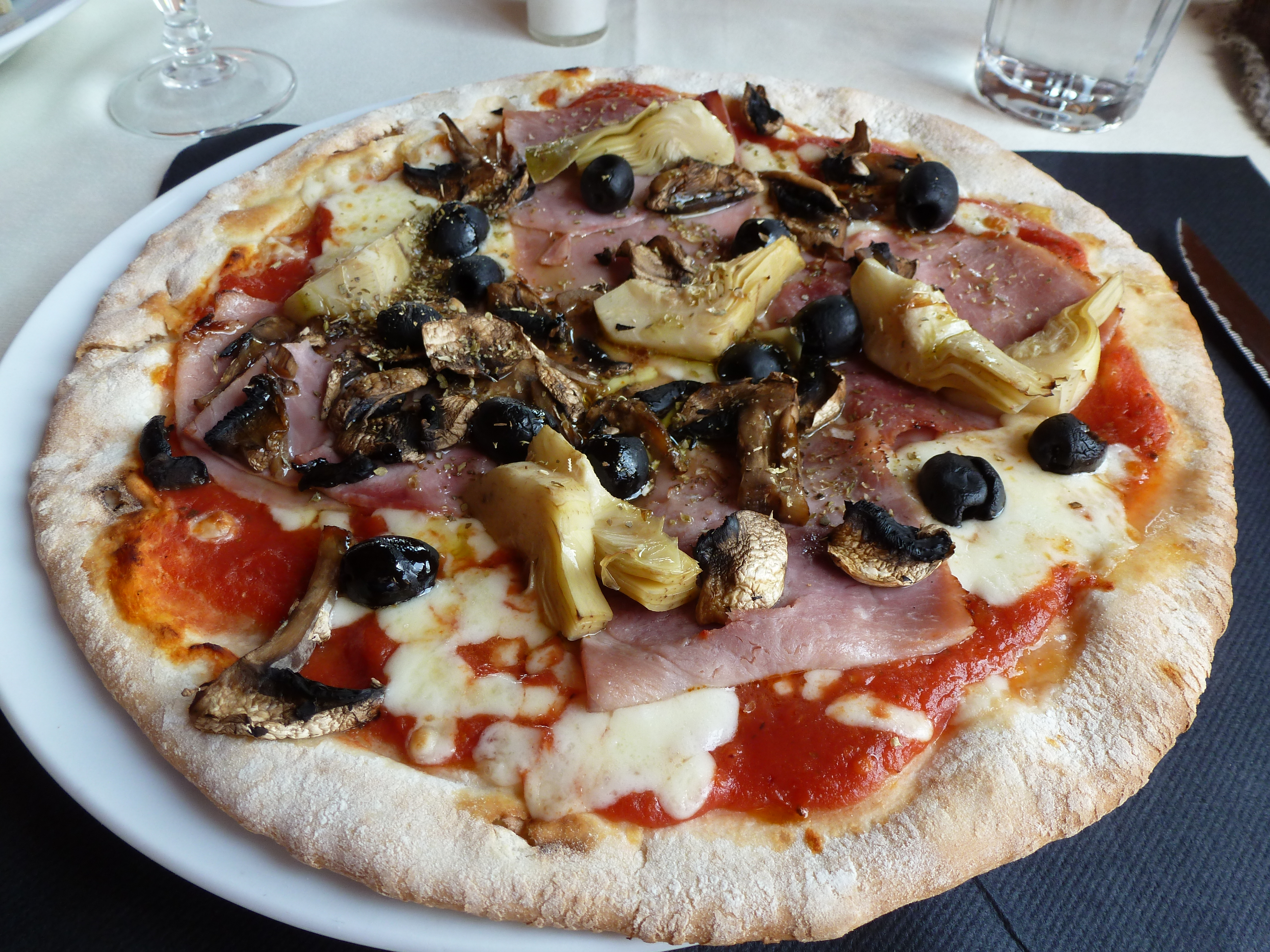
Een pizza capricciosa

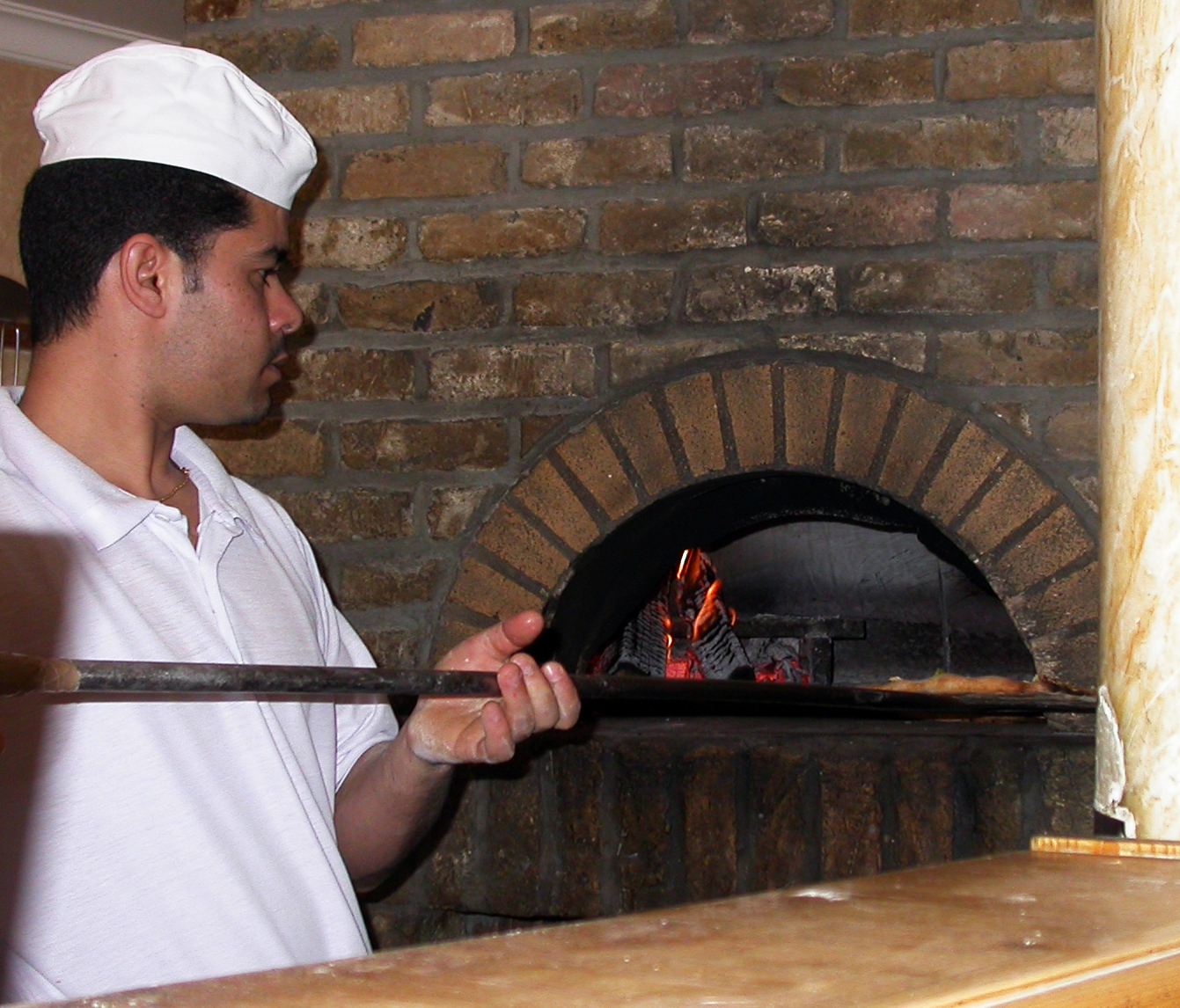
Een pizza in de oven van een Italiaans restaurant

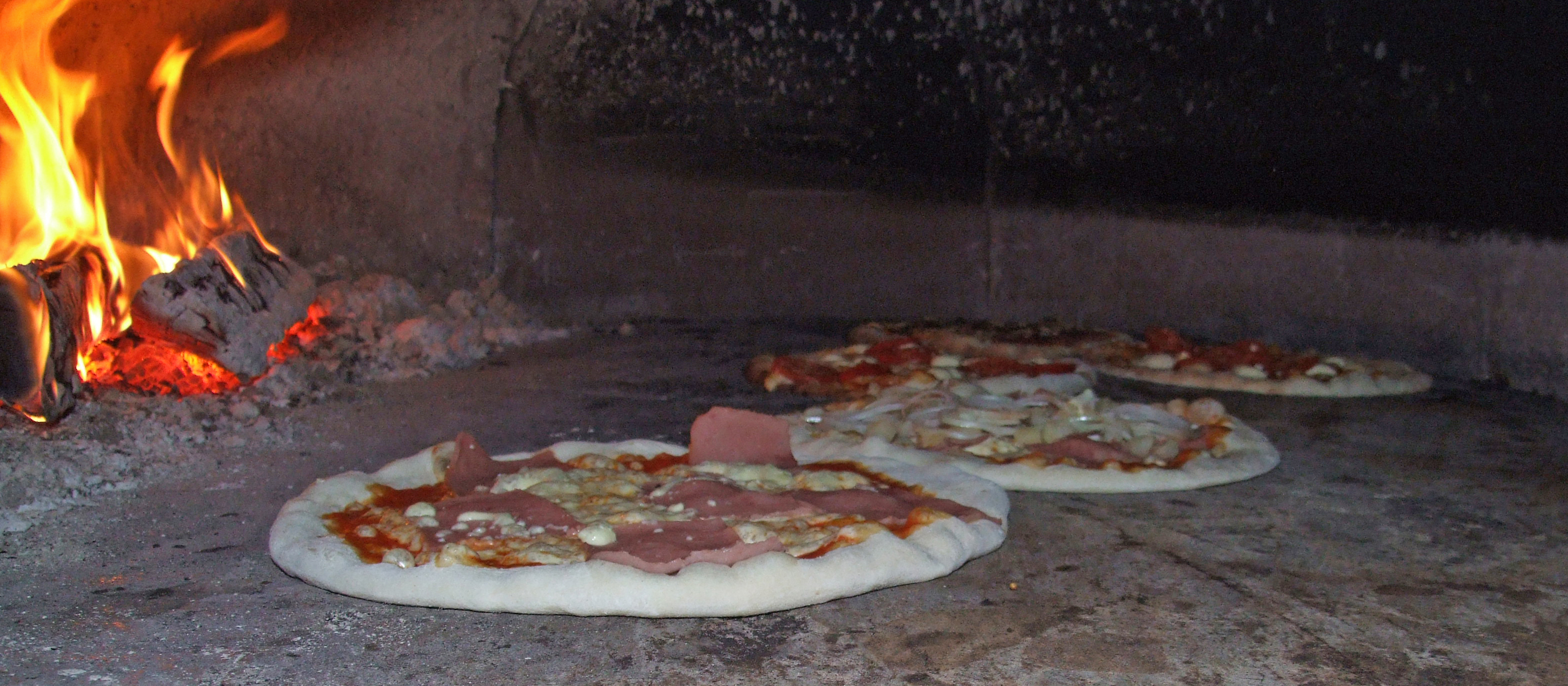
Een kijkje in de houtoven

De pizza is een Italiaans gerecht. Het bestaat uit een bodem van deeg, de pizzabodem, waarop voedingsmiddelen als kaas of analoogkaas, tomaten, olijven, champignons, groenten en vlees gedaan worden, die doorgaans wordt gebakken in een oven.
De pizza zoals we die nu kennen is ontstaan in de Italiaanse stad Napels in de 18e eeuw en heeft zich nadien over de hele westerse wereld verspreid. De kunst van het Napolitaanse pizzamaken is opgenomen op de lijst van immaterieel cultureel erfgoed van UNESCO.
In de meeste pizzeria's worden de pizza's gebakken in een steenoven, maar soms wordt een houtoven gebruikt wat resulteert in een iets andere smaak. Thuis worden pizza's vaker in de keukenoven of in een zogenaamde pizzarette, een tafelmodel elektrische pizza-oven, gebakken.

## Geschiedenis
De oorsprong van de pizza ligt in het Middellandse Zeegebied. In veel landen rond de Middellandse Zee worden al duizenden jaren ronde broden gebakken, die als borden dienden. Volgens de overlevering moest de Trojaanse held Aeneas een stad (Lavinium) stichten op de plek waar hij ‘van honger zelfs de leeggegeten borden [dus: broodborden] op gaat eten,’ – versregel 125, boek VII uit de Aeneis. Tijdens de heerschappij van de sjah van Perzië/Iran Darius de Grote (522 v.Chr. - 485 v.Chr.) werden broden belegd met kaas en dadels gebakken in de oven. Ronde Turkse broden kunnen dienstdoen als provisorische pizzabodems. Ook de vorm van matses is rond of ovaal.
Archeologische vondsten tonen aan dat de Vikingen in de negende eeuw na Christus reeds platte, ronde deegbodems met daarop allerlei ingrediënten nuttigden, die werden gebakken in ovens die er ongeveer zo uitzien als moderne pizzaovens. Dit was zo'n achthonderd jaar vóór de eerste melding van pizza in Italië.
Pas in de 17e eeuw werd melding gemaakt van pizza's in Napels, waarbij men naar de armere delen van de stad trok om dit boerengerecht te eten. Hierbij ging het om platbroden belegd met kaas, kruiden, knoflook en reuzel. De mensen die ze maakten werden pizzaioli genoemd. De moderne pizza is hieruit in Napels geëvolueerd. Het is niet duidelijk wanneer en wie begonnen is met het gebruik van tomatensaus. Vanaf 1830 begon men pizza's in restaurants te serveren.
De herkomst van de naam pizza is niet duidelijk. Mogelijk is het afgeleid van het Middelgriekse en laat-Latijnse woord pita of van het Latijnse woord pinsere dat plat slaan betekent. Ook kan het afgeleid zijn van het Longobardische woord bizzo of pizzo dat hap of een mond vol betekent.
In 1889 werd Raffaele Esposito, de beroemdste pizzaiolo (pizzamaker) van Napels, uitgenodigd door de toenmalige koning van Italië Umberto I en zijn vrouw Margaretha om zijn specialiteiten ten paleize te bereiden. Speciaal voor deze gelegenheid bedacht hij onder andere een pizza met tomatensaus, mozzarella en basilicum: de kleuren die corresponderen met de vlag van het in 1861 opgerichte koninkrijk Italië. Deze pizza viel bij de koningin het meest in de smaak, en hij werd daarom door de maker dan ook pizza margherita gedoopt. Deze pizza zette de standaard voor alle pizza's.
Na de emigratie van Italianen naar de Verenigde Staten gedurende de tweede helft van de negentiende eeuw is er in de Verenigde Staten een geheel eigen vorm van pizza ontstaan, gekenmerkt vooral door de veel dikkere bodem en het uitbundiger gebruik van meerdere ingrediënten. De voortgaande contacten heen en weer sindsdien hebben er mogelijk toe bijgedragen dat de, van oorsprong summier belegde, Italiaanse pizza ook steeds uitbundiger werd, alhoewel deze nooit de extreme vormen en combinaties vertonen van pizza's uit de Verenigde Staten.
Tot in de jaren 1960 was de pizza in Italië vaak alleen een rechthoekig stuk kaal deeg met wat tomatensaus en soms een restje kaas of ansjovis erop, dat op straathoeken in stalletjes vers gebakken werd op grote platen en waarvan dan een rechthoekig stuk werd afgesneden om verkocht te worden aan passanten. Dit is een manier die op Sicilië nog steeds gebruikelijk is.
Een bekend verschijnsel is dat er aan de toonbank punten pizza, de zogenaamde pizza slices, verkocht worden. Een pizza slice is een kwart of een achtste van een (ronde) pizza. Een gelegenheid die gespecialiseerd is in de verkoop van pizza's heet een pizzeria. Mensen die pizza's rondbrengen zijn de pizzakoeriers. Ook in supermarkten worden pizza's verkocht. Dit zijn kant en klare diepvriespizza's die direct in de oven kunnen worden gebakken.

## Beroemde pizzarecepten

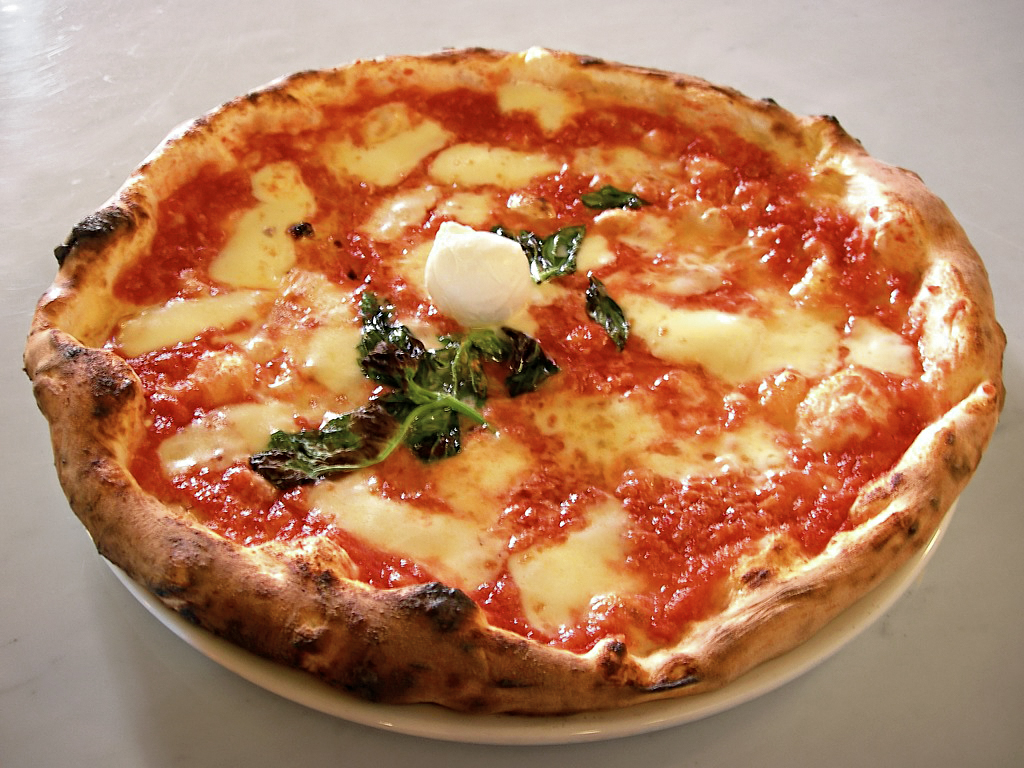
Een pizza margherita. Het recept is Werelderfgoed.

Amerikaanse pizza

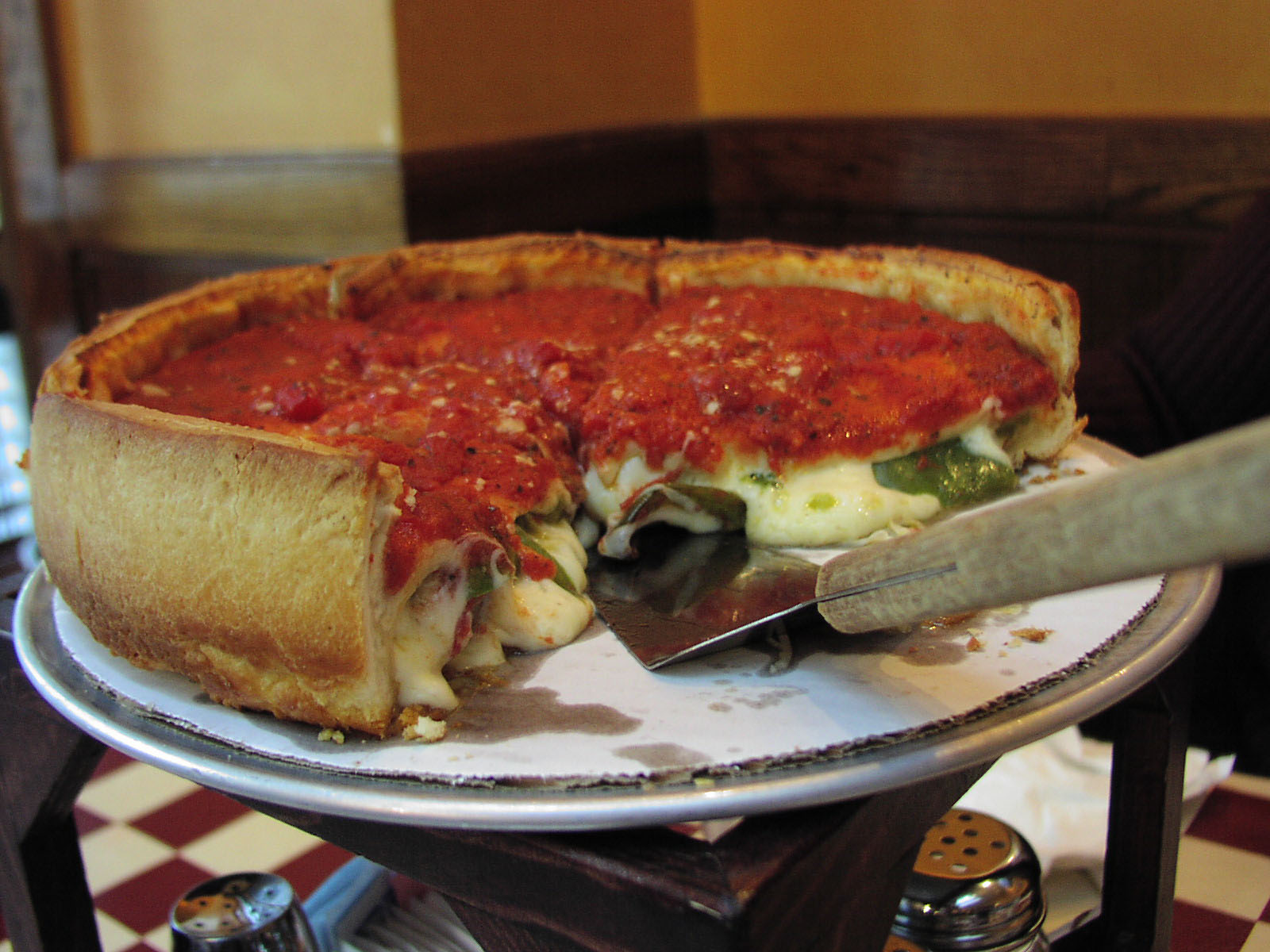
Een Chicago-style pizza

Enkele pizzarecepten zijn beroemd geworden, hebben hun eigen geschiedenis en worden overal op min of meer dezelfde wijze bereid.
De Napolitaanse stijl van pizzabereiding is door de Europese Unie beschermd als erkend streekgerecht en staat sinds 2017 op de lijst van immaterieel cultureel erfgoed van UNESCO. De Napolitaanse pizza heeft een hoge en dikke rand. In het traditionele recept staat de oven op 480° C.
Daarnaast is in het noorden van Italië de Romeinse pizza populair, deze zijn groter, dunner en knapperiger dan de Napolitaanse pizza.

### Italiaanse pizza's
- Pizza Margherita (tomaten, mozzarella en basilicum), volgens overlevering gemaakt ter ere van koningin Margaretha van Italië en geïnspireerd op de Italiaanse vlag: rode tomaten, groene basilicum en witte mozzarella.[3][4][5]
- Pizza Marinara (tomaat, knoflook, olijfolie en oregano)[3][4]
- Pizza Napoletana (tomaat en mozzarella)[3][4]
- Pizza Quattro Stagioni (vier seizoenen) komt uit het zuiden van Italië, uit de regio Campanië. De pizza wordt in vier kwarten verdeeld waarbij elke kwart eigen ingrediënten heeft. De ingrediënten zijn, artisjokken (lente), tomaten en basilicum (zomer), champignons (herfst), ham en olijven (winter) en tomatensaus.
- Wanneer al de ingrediënten van de Quattro Stagioni door elkaar gebruikt worden, wordt het een Pizza Capricciosa genoemd.
- Pizza quattro formaggi is een standaard recept dat op bijna elk pizzamenu voorkomt. De pizza wordt belegd met vier soorten kaas, gewoonlijk fior di latte (harde mozzarella), gorgonzola of andere blauwe kaas, een zachte romige kaas en een harde, gerijpte kaas (zoals parmezaan), met tomatensaus.[6] Welke kazen er precies opzitten kan per pizzeria verschillen, ook afhankelijk van de regio. Ondanks haar bekendheid is de herkomst van het recept onduidelijk. Mogelijk ontstond het eind 18e eeuw in Lazio.[bron?] Volgens een andere theorie ontstond de pizza uit nood, om de overgebleven kaas in de pizzeria op te maken.[6]
- De eigentijdse Pizza Vegetariana is vegetarisch, en bevat, naast tomatensaus, veel groenten (zoals courgette) in plaats van vlees.
- De calzone is een dubbelgevouwen pizza. Ook deze komt uit Napels. Er is geen standaard recept waarmee deze gevuld wordt. Salami, ham en kaas zijn veelgebruikte ingrediënten. De pizza wordt dichtgevouwen en in de oven gebakken. Oorspronkelijk werden calzones op straat verkocht en konden mensen deze lopend nuttigen, als streetfood.

### Pizza's uit de Verenigde Staten
In de Verenigde Staten zijn een aantal lokale variaties ontstaan op hoe de pizza bereidt wordt. Dit zijn o.a.:
- New York-style met de dunne flexibele korst, gekruld aan de randen. De pizza is ontstaan rond 1900. Deze wordt ook als straatvoedsel verkocht in losse grote slices.
- Chicago-style die in een diepe pan gebakken wordt en extra hoog en dik is. Er wordt een dikke laag ingrediënten op de bodem gelegd met daar overheen een dikke laag kaas en tomatensaus.
- Detroit-style die in een platte stalen schaal gebakken wordt zodat de bodem sponsachtig en knapperig is, met o.a. een dikke laag kaas tot aan de rand.
- St. Louis-style met een crackerachtige bodem.

### Pizza's uit overige landen
De pizza Hawaï (met ananas) komt, anders dan de naam doet vermoeden, uit Canada. De restauranteigenaar Sam Panopoulos bedacht het recept in de jaren zestig. Mogelijk was hij hiertoe geïnspireerd door zijn ervaring met het bereiden van Chinese maaltijden waar zoete en zure smaken worden gecombineerd. Veel Italianen zijn echter tegen de combinatie van pizza met ananas.

## Pizza-achtigen
- plakous/pita, Klassiek-Grieks en Byzantijns, brood met olijfolie, kruiden (basilicum, oregano, laurier en/of knoflook), kaas en/of ui.
- plǎcenta, Klassiek-Romeins, brood met honing, kaas en laurier.[7][8]
- farinata/cecina, Ligurisch en Toscaans gerecht, gemaakt met bodem van kikkererwten, met als topping olijfolie, rozemarijn, zout en peper.
- pissaladière, gegeten in Zuid-Frankrijk en Ligurië. Dik brood met gekaramelliseerde ui, olijven, knoflook en ansjovis als topping.
- tarte flambée (Frans), flammekueche (Elzassisch) of flammkuchen (Duits). Dun pizzabrood met crème fraîche, ui en bacon.
- lahmacun, Turkije en Armenië, vaak aangeduid als Turkse pizza. Deze kan in de vorm van een wrap, maar ook in de vorm van een pizza worden geserveerd. Lahmacun bevat lams- of rundergehakt, citroen, tomaat, sla, pepers, ui, peterselie en koriander, en soms ook augurk.
- pizza dürüm, Turkse keuken, een opgerolde wrap of pizza met döner kebab en sla en/of fetakaas.
- manakish in Libanon, Syrië, Palestina en Jordanië. De manakish is een gebakken plat brood besprenkeld met olijfolie, dat lijkt op een pizza. De topping bestaat meestal uit kaas, tijm of za'atar (kruidenmix van tijm, oregano, basilicum, bonenkruid, sumak en sesam) en vlees (kip, lam of rund), soms worden er ook yoghurt, spinazie, bieten en/of chilipepers toegevoegd.
- knoflookvingers, uit Atlantisch Canada, dunne pizzabodem met knoflookboter, kaas en peterselie, en soms ook bacon.

## Trivia
- In Iran is het sinds juli 2006 uit taalpuristisch oogpunt verboden om leenwoorden te gebruiken. Een pizza heet daar dan ook (vertaald) 'elastisch brood'.
- In 1993 werd het Pizza lied van André van Duin een nummer 1-hit in Nederland. Het lied kwam wekelijks in een andere vorm terug in "De van Duin show".
- Wanneer een fenomeen uit een bepaalde streek eerst ergens anders populair wordt en daarna terugkeert en slaagt in de oorspronkelijke regio, heet dat het pizza-effect. Voor pizza zelf echter gaat deze term eigenlijk niet helemaal op, want de Amerikaanse pizza keerde niet terug naar Italië, de Italiaanse pizza ging nooit weg.[9]